# 何塞·華金·德·埃雷拉
何塞·華金·安东尼奥·德·埃雷拉（西班牙語：José Joaquín Antonio de Herrera，1792年2月23日—1854年2月10日）是墨西哥自由派政治人物，在1848年美墨戰爭結束後當選墨西哥總統，在任三年。